# Batteriladdare

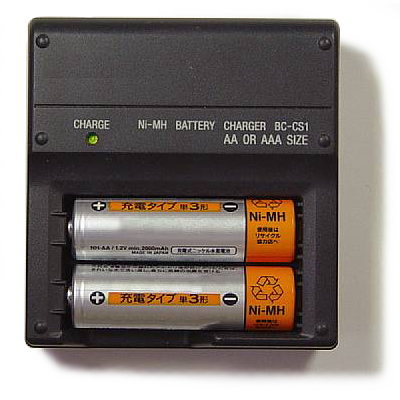
Batteriladdare för Ni-MH-batterier.

Batteriladdare är en elektrisk apparat som används för att ladda och återuppladda laddningsbara batterier.
Man ska endast ladda s.k. laddningsbara batterier som är avsedda för batteriladdare. Laddade batterier kan sedan användas och laddas många gånger om.
Det finns olika typer och styrkor av batteriladdare och laddningsbara batterier. Ett nyköpt laddningsbart batteri ska vanligtvis fulladdas i batteriladdaren innan det kan användas. Ett batteri som återuppladdas bör ofta inte vara helt slut när laddningen påbörjas.

## Olika typer av batteriladdare
Det finns ett flertal olika batteriladdare att tillgå för laddning av olika typer av enheter. Allt ifrån mobiltelefoner till större maskiner.

### Powerbank
En powerbank (alternativ portabel laddare) är ett batteripack som kan användas för laddning av olika typer av smarta enheter som till exempel mobiltelefoner, surfplattor, digitalkameror och bärbara datorer. De fungerar som ett externt extrabatteri som ansluts till enheterna via en USB-kabel för att sedan föra över ström från batteripacket till den mobila enheten utan att någon av dem är ansluta till ett kontaktdon. På så vis kan man hålla sina mobila enheter vid liv under vistelse i områden där kontaktdon inte finns att tillgå.
Powerbanken består av ett eller flera battericeller av uppladdningsbar litiumjon- eller lipolymer-celler, en eller flera USB utgångar för laddning och ett moderkort som anpassar strömtillförseln när en kompatibel enhet har anslutits.